# Darío Grandinetti
Darío Alejandro Grandinetti (* 5. března 1959 Rosario, Santa Fe, Argentina) je argentinský herec.
Začínal v divadle v polovině 70. let, v televizi debutoval v roce 1980 a o čtyři roky hrál poprvé ve filmu. K jeho nejvýznamnějším snímkům patří El lado oscuro del corazón (1992), No te mueras sin decirme adónde vas (1995), Despabílate amor (1996), Sus ojos se cerraron y el mundo sigue andando (1998), Mluv s ní (2002), Druhé kolo (2005), La peli (2007), Divoké historky (2014) či Královna strachu (2018). Práci v televizi se věnoval především v 80. a počátkem 90. let 20. století, kdy působil například v seriálech Bianca (1980) nebo Coraje mamá (1985). Na obrazovky se ve větší míře vrátil po roce 2010, hrál například v seriálech En terapia (2014), La casa del mar (2015) či El lobista (2018).